# Motala (comune)
Motala è un comune svedese di 42 001 abitanti, situato nella contea di Östergötland. Il suo capoluogo è la città omonima.

## Località
Nel territorio comunale sono comprese le seguenti aree urbane (tätort):
- Borensberg
- Fågelsta
- Fornåsa
- Godegård
- Klockrike
- Motala
- Nykyrka
- Österstad
- Tjällmo

## Amministrazione

### Gemellaggi
- Korsør
- Hyvinkää
- Eigersund
- Daugavpils